# Petit Luxembourg
Petit Luxembourg (Malý Lucemburk) též Hôtel de la Présidence (Předsednický palác) je palác v Paříži, který slouží od roku 1825 jako sídlo prezidenta francouzského Senátu. Přiléhá ze západu k Lucemburskému paláci, které je sídlem Senátu.

## Historie
Tento městský palác byl postaven v polovině 16. století. V roce 1570 jej koupil François de Luxembourg, po kterém nese své jméno. V roce 1612 palác i okolní pozemky koupila Marie Medicejská a nechala na nich postavit nový palác. Ten se nazýval pro odlišení Grand Luxembourg (dnes jen Palais du Luxembourg) a původní jako Petit Luxembourg. V roce 1627 Marie Medicejská věnovala malý palác svému chráněnci kardinálu Richelieu. Kardinál jej dále odkázal v roce 1639 své neteři, Marii Combalet, vévodkyni d'Aguillon. Ludvík II. Bourbon-Condé zdědil nemovitost v roce 1674 a po něm jeho syn Jindřich III. Julius Bourbon-Condé. Jindřichova vdova Anna Bavorská (1648-1723) nechala v letech 1709-1716 palác rozšířit a vymalovat architektem Germainem Boffrandem (1667-1754). Architekt zdvojnásobil velikost paláce vybudováním nového západního křídla. Bratr krále Ludvíka XVI. a budoucí král Ludvík XVIII. se do Petit Luxembourg přestěhoval před svým útěkem do exilu. V roce 1795 byl palác přidělen Direktoriu a sídlili zde čtyři z pěti direktorů, kteří zde připravili brumairový převrat. Dva dny po převratu se zde usadil nový první konzul Napoleon Bonaparte a jeho manželka Joséphine. V letech 1800-1804 zde sídlil Senát, než přesídlil do sousedního paláce Grand Luxembourg. V roce 1825 se Petit Luxembourg stal rezidencí prezidenta Senátu a k tomuto účelu slouží dodnes.

## Využití
V pravém křídle se nachází prezidentova rezidence s jeho úřadem a zaměstnanci, soukromé salonky a jídelna. Zde se také nachází bohatě zdobená kaple. Levé křídlo obsahuje salóny, které jsou využívány pro oficiální recepce a setkání pořádané prezidentem, ale i využívají je i ostatní senátoři. V paláci jsou rovněž obvykle ubytovávány zahraniční návštěvy pozvané prezidentem Senátu. Tyto apartmány jsou umístěny v patře.

## Galerie

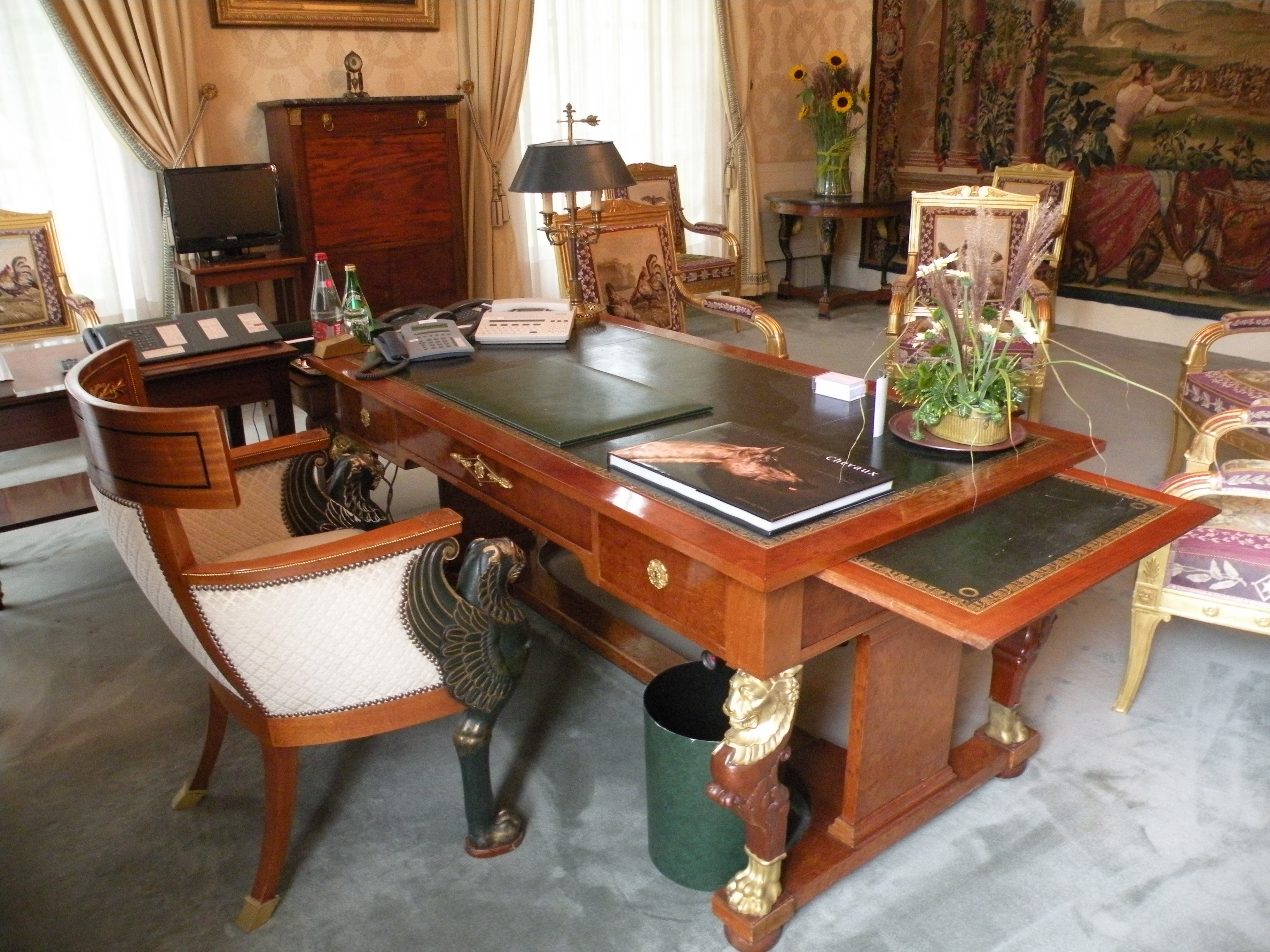
Pracovna prezidenta Senátu
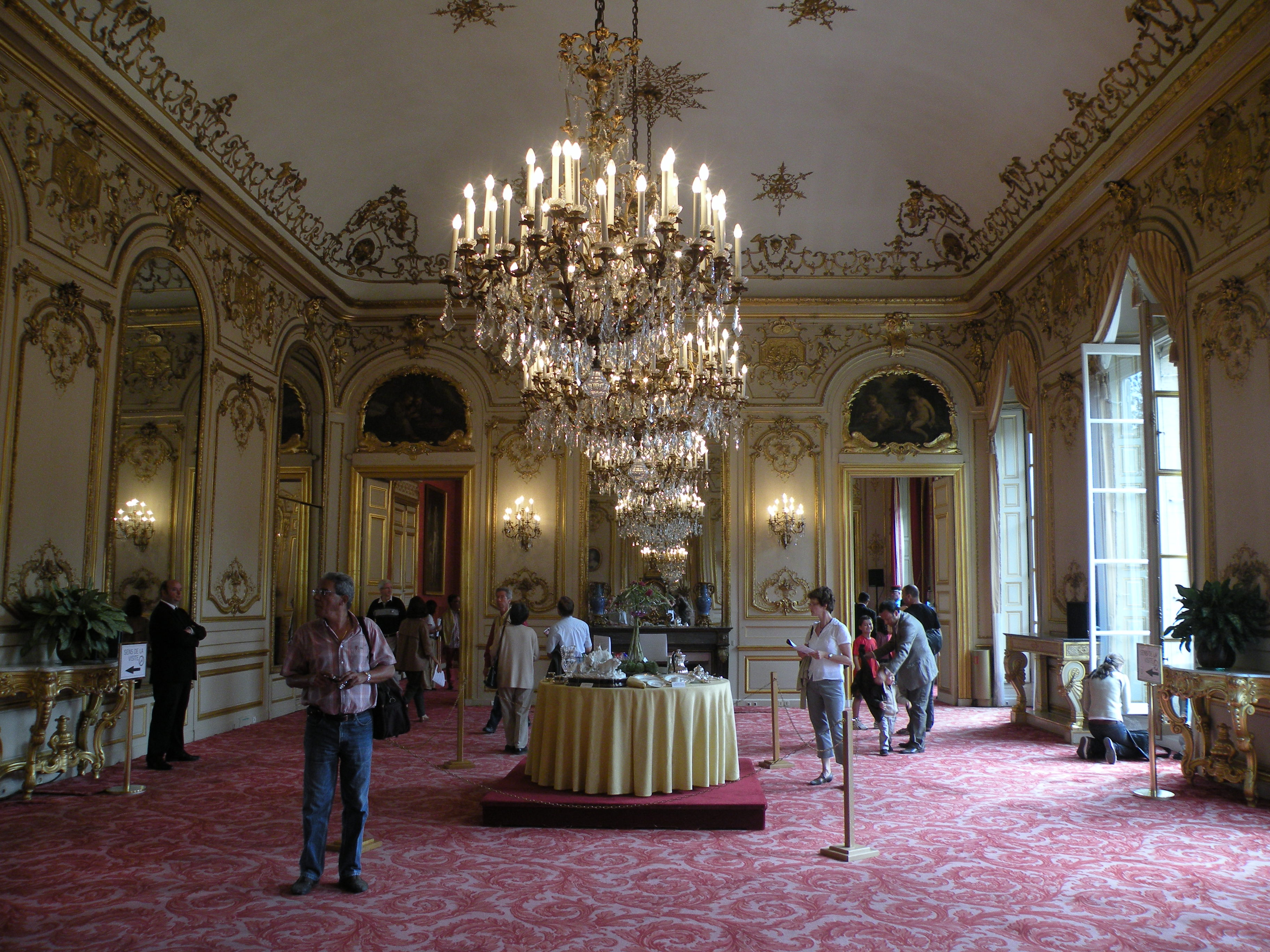
Velký salón
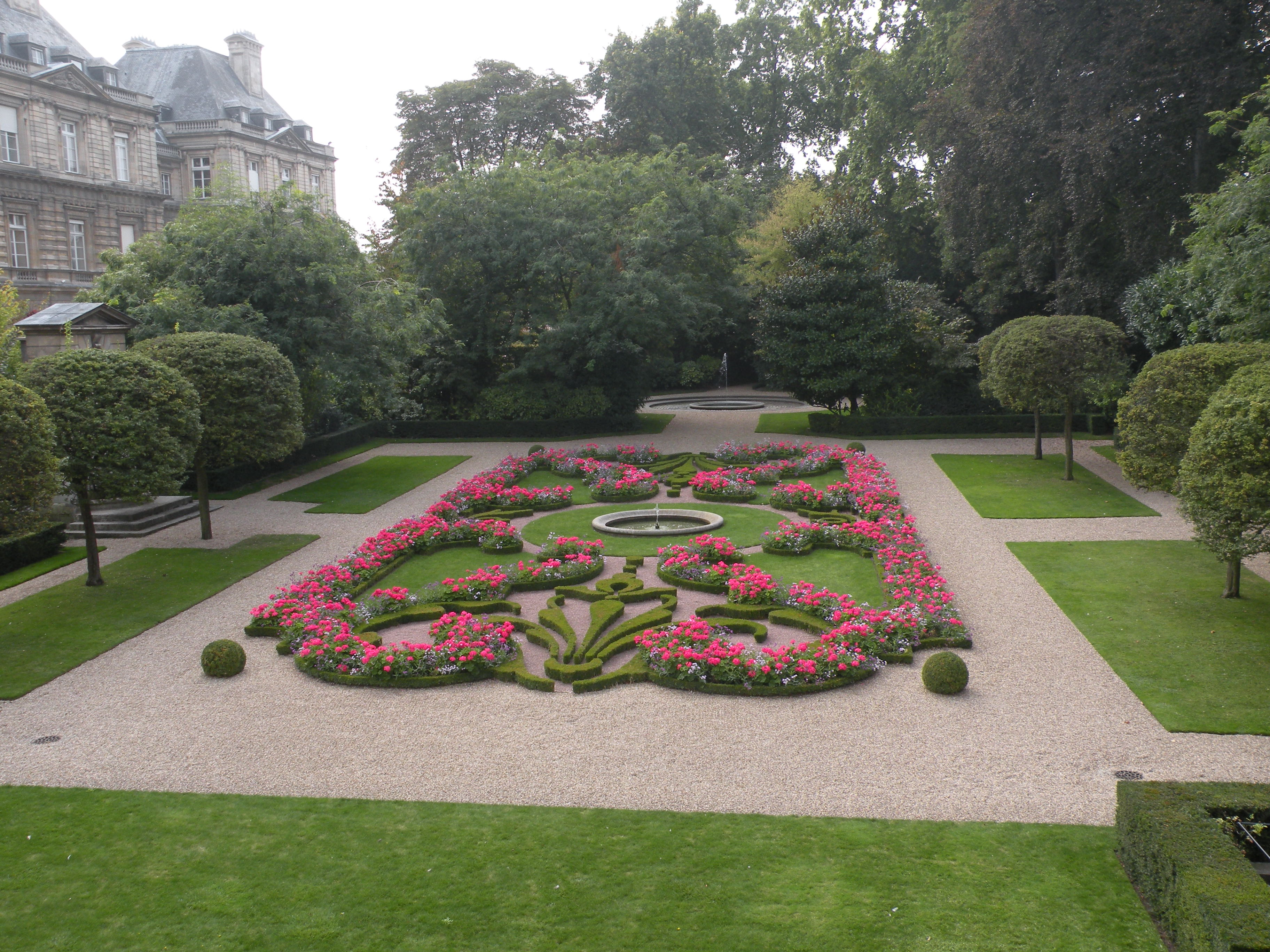
Zahrady paláce
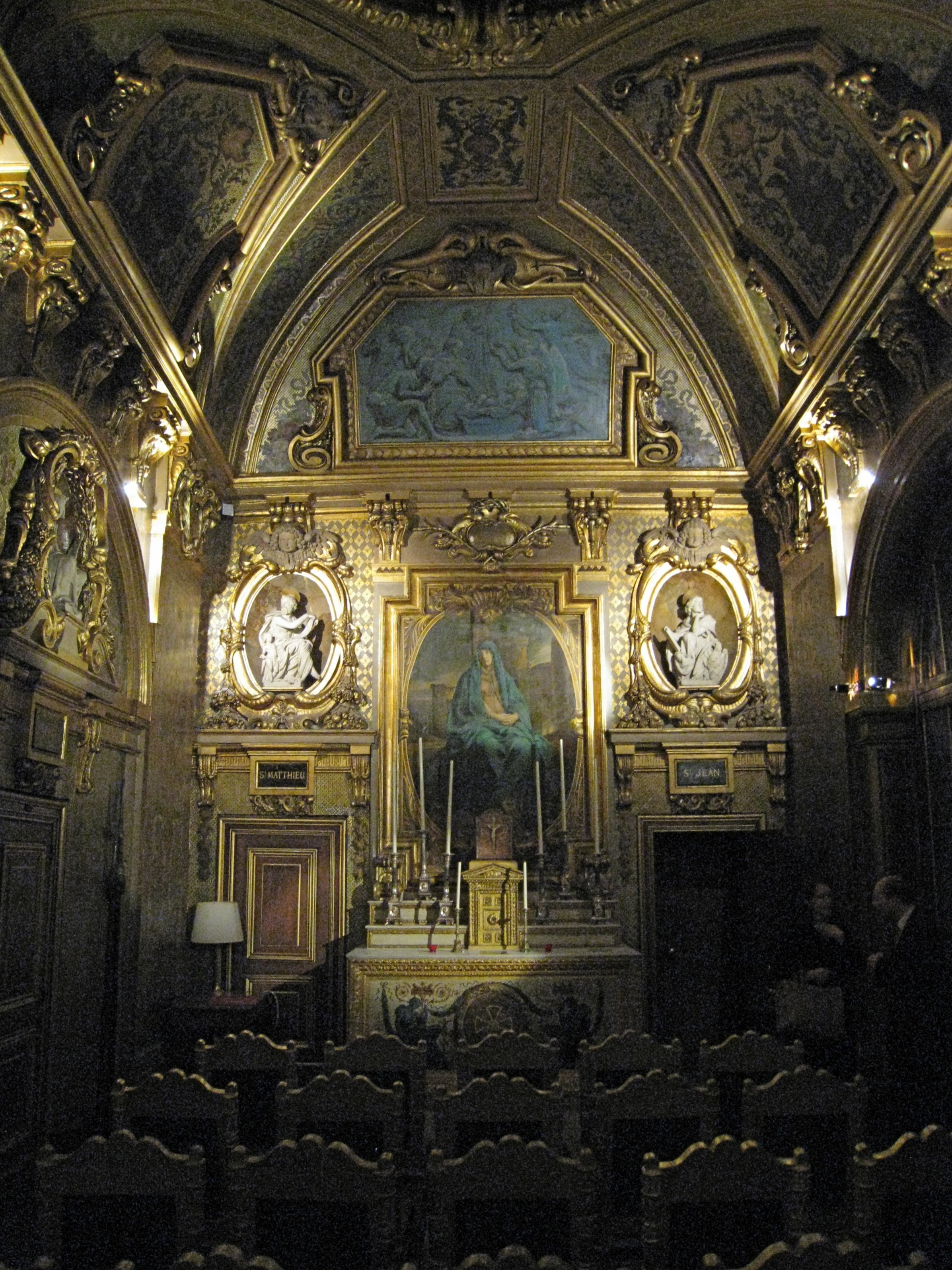
Kaple